# Safareig de Vilaür
El safareig de Vilaür (Alt Empordà) és un safareig de planta rectangular cobert amb teulada d'un sol vessant, restituïda, sustentada damunt de dos murs disposats a diferent nivell. El mur més alt presenta tres obertures d'arc rebaixat, sostingudes per dos pilars rectangulars bastits amb maons. A la part inferior hi ha un banc corregut adossat, d'obra. El safareig s'omple mitjançant el rec de les Arques. Està situat a l'oest del nucli urbà de la població de Vilaür, pel camí dels Horts i al costat del rec de les Arques. Forma part de l'Inventari del Patrimoni Arquitectònic de Catalunya.